# Amanita
Amanita là một chi nấm có khoảng 600 loài, bao gồm một trong số các loài nấm độc nhất được biết đến phân bố trên toàn thế giới. Chi này chịu trách nhiệm cho khoảng 95% các vụ tử vong do ngộ độc nấm. Chất độc mạnh nhất trong các loài nấm này là α-amanitin.
Chi này cũng có nhiều loài nấm ăn được nhưng các nhà nghiên cứu về nấm không khuyến khích những người thu hoạch nấm nghiệp dư lựa chọn các loài nấm này để làm thực phẩm cho con người. Tuy nhiên, trong vài nền văn hóa, các loài nấm ăn được địa phương trong chi Amanita là mặt hàng chính ở các chợ trong mùa thu hoạch tại địa phương, trong số này có Amanita zambiana và vài loài ở trung châu Phi, A. basii và loài tương tự ở México, A. caesarea ở châu Âu, và A. chepangiana ở Đông Nam Á. Một số loài khác được sử dụng làm nước xốt màu, như A. jacksonii màu đỏ ở đông Canada và đông México.

## Các loài ăn được

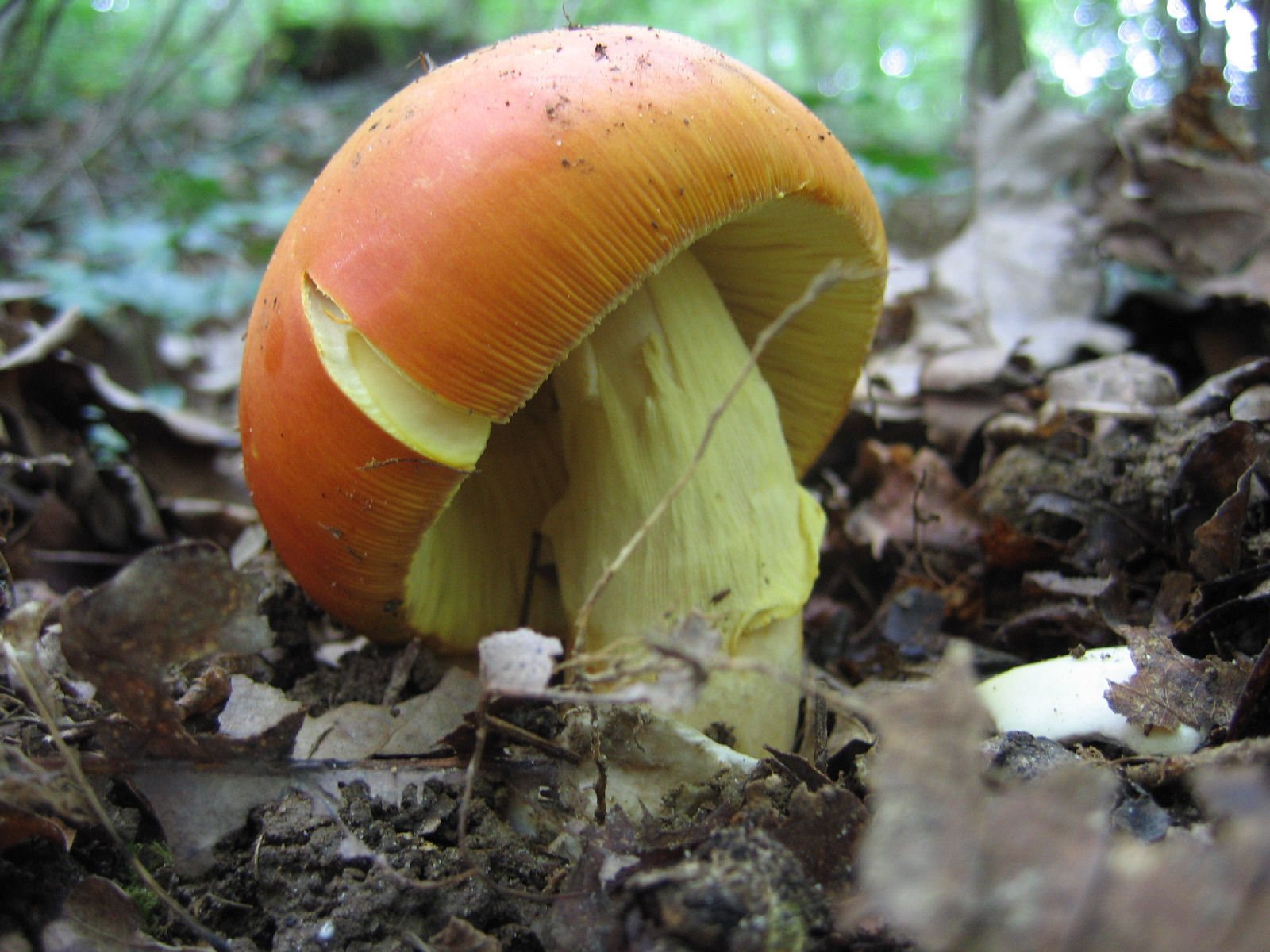
A. caesarea (ăn được)

- Các loài ăn được thuộc chi Amanita gồm Amanita fulva, Amanita vaginata, Amanita calyptrata, Amanita crocea và Amanita rubescens.[1]
- Các loài không ăn được thuộc chi Amanita gồm Amanita albocreata, Amanita atkinsoniana, Amanita citrina, Amanita daucipes, Amanita excelsa, Amanita flavoconia, Amanita franchetti, Amanita jacksonii, Amanita longipes, Amanita magniverrucata, Amanita onusta, Amanita rhopalopus, Amanita silvicola, Amanita sinicoflava, Amanita spreta và Amanita volvata.
- Các loài độc gồm Amanita brunnescens, Amanita cecilae, Amanita cokeri, Amanita crenulata, Amanita farinosa, Amanita flavorubescens, Amanita frostiana, Amanita pantherina và Amanita porphyria.
- Các loài cực độc gồm Amanita abrupta, Amanita arocheae, Amanita bisporigera, Amanita exitialis, Amanita magnivelaris, Amanita ocreata, Amanita phalloides, Amanita smithiana, Amanita subjunquillea, Amanita verna và Amanita virosa[1][2]